# Michał Adamski
Michał Adamski (ur. 1802, zm. 1856) – polski leśnik, profesor Instytutu Gospodarstwa Wiejskiego i Leśnictwa w Marymoncie.
Kształcił się w Szkole Szczególnej Leśnictwa, w ramach której odbył kurs teoretyczny w Warszawie w latach 1820–22, a następnie praktykę w Leśnictwie Lubochnia (do 1824). Od 1826 pracował w lasach rządowych Królestwa Polskiego. Początkowo pełnił funkcję adiunkta przy urządzaniu lasów w Wydziale Lasów Komisji Rządowej Przychodów i Skarbu, później był m.in. sekretarzem dziennikarzem w Wydziale Lasów, komisarzem ds. urządzania i oceniania lasów, referentem Sekcji Technicznej Wydziału Dóbr i Lasów Rządowych, wreszcie referentem Sekcji Leśnej Wydziału Dóbr i Lasów Rządowych do szczególnych poruczeń (inspektorem).
Od 1848 był profesorem leśnictwa w Instytucie Gospodarstwa Wiejskiego i Leśnictwa w Marymoncie, gdzie wykładał ochronę policyjną lasów. Zasiadał też w komisji egzaminacyjnej dla kandydatów do pracy w lasach rządowych.
Adamski opracował program urządzania lasów górniczych na Kielecczyźnie, adaptując, z uwzględnieniem miejscowych warunków, wzory niemieckie. Opracował Wykład leśnictwa, zachowany w postaci odbitek litograficznych.
Był żonaty (żona Paulina), miał syna Emila.